# Försvarshögskolan, Sverige
Försvarshögskolan (FHS) är en svensk statlig högskola som ansvarar för nationell och internationell säkerhet genom forskning och utbildning. Skolan är förlagd i Stockholm och Karlstad.

## Historik

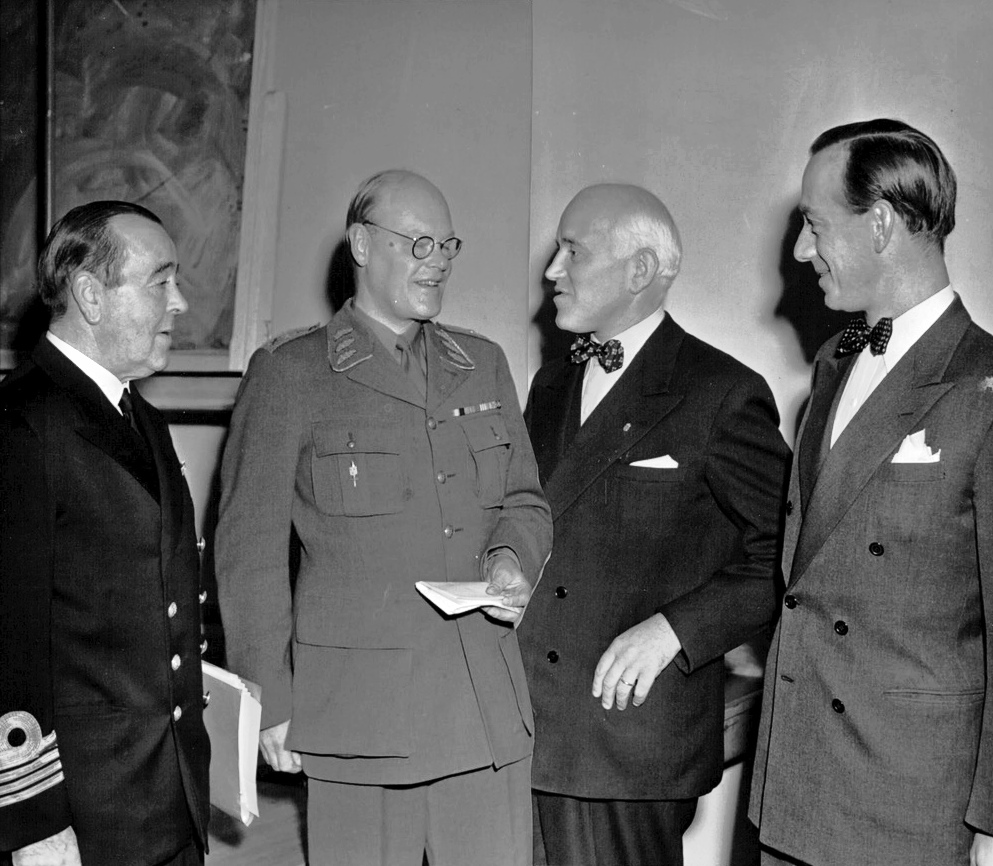
Kommendör Daniel Landquist och generallöjtnant Richard Åkerman öppnar den första "kursen för högre försvarsstudier" i oktober 1951.

Försvarshögskolan har historiska anor tillbaka till bland annat Kungliga Krigsskolan som grundades 1792 för utbildning av officerare samt det 1818 bildade Högre artilleriläroverket i Marieberg, men har en mer direkt koppling till den 1878 bildade Krigshögskolan (KHS), som syftade till att vidareutbilda officerare i Sveriges armé för att ingå i generalstaben. Generalstaben och utbildning för denna organiserades vid denna tid efter tysk, framför allt preussisk modell. Motsvarande skola för Sveriges marin, Sjökrigshögskolan (KSHS) bildades 1897, och här utgjorde USA:s Naval War College förebild. 
Efter att Sveriges flygvapen hade bildats 1926, och inledningsvis rekryterat såväl lägre som högre officerare från andra försvarsgrenar startade Flygkrigshögskolan (FKHS), samlokaliserad med Flygstaben på Gärdet, sin utbildning 1939. Den 1 december 1951 överfördes de högre kurserna på Artilleri- och ingenjörhögskolan (AIHS) till Krigshögskolan (KHS).
År 1952 bildades Försvarshögskolan i Stockholm, en skola för utbildning av civil och militär personal för högre befattning i totalförsvaret, efter att en kurs för högre försvarsstudier hade organiserats 1951.
Den 1 oktober 1961 bildades Militärhögskolan (MHS) genom att de tre försvarsgrenarnas högre officersutbildningar, Krigshögskolan (KHS) inom Armén, Sjökrigshögskolan (KSHS) inom Marinen och Flygkrigshögskolan (FKHS) inom Flygvapnet sammanslogs till Militärhögskolan. Den 1 juli 1994 uppgick Försvarets förvaltningshögskola (FörvHS) i Militärhögskolan (MHS). Den 1 januari 1997 sammanfördes de båda skolorna Försvarshögskolan och Militärhögskolan, och bilade "nya" Försvarshögskolan.
År 2006 beslutades att Försvarshögskolans studieadministrativa avdelning, skulle omlokaliseras till Stockholm. Den 22 februari 2007 avtackades medarbetarna i Östersund av bland annat Högskoleförvaltningens chef Gunnar Gustafsson. Den 1 juni 2007 fattade Sveriges riksdag beslut om att Försvarshögskolan skulle bli högskola som lyder under högskolelagen. Beslutet började gälla från 1 januari 2008, och medförde samtidigt att Försvarshögskolan numera lyder under Utbildningsdepartementet.
Ansvaret för den treåriga grundläggande officersutbildningen, Officersprogrammet, fördes i samband med detta över från Försvarsmakten till Försvarshögskolan. Försvarshögskolan ger också civila utbildningar inom områden som säkerhetspolitik, krishantering, ledarskap, militärhistoria och internationellt samarbete.
Den 8 mars 2018 beslutade regeringen att ge Försvarshögskolan examenstillstånd på master- och forskarnivå i ämnen som ryms inom området försvar, krishantering och säkerhet. Beslutet trädde i kraft den 1 juli 2018.

## Institutioner och utbildningar

### Institutioner
Försvarshögskolan har sedan 2022 fyra institutioner:
- Institutionen för försvarssystem
- Institutionen för krigsvetenskap och militärhistoria
- Institutionen för ledarskap och ledning
- Institutionen för statsvetenskap och juridik

### Centrumbildningar och forskningsprogram
Försvarshögskolan har tre centrum och två program med särskild forskningsinriktning:

- Centrum för totalförsvar och samhällets säkerhet
- Centrum för operativ juridik och folkrätt
- Centrum för forskning om specialförband
- Eurosec (Programmet för europeisk säkerhetsforskning)
- The European Societal Security Research Group

### Ämnen
Försvarshögskolan utbildar och forskar inom:

- Historia med inriktning mot militärhistoria
- Juridik med inriktning mot folkrätt
- Krigsvetenskap
- Ledarskap under påfrestande förhållanden
- Ledningsvetenskap
- Militärteknik
- Statsvetenskap med inriktning mot krishantering och internationell samverkan
- Statsvetenskap med inriktning mot säkerhetspolitik och strategi

Två av dessa ämnen, krigsvetenskap och militärteknik, är unika bland svenska lärosäten och kan inte läsas någon annanstans. Inom övriga ämnen finns inriktningar som är unika i den svenska högskolevärlden.

## Campus
Från 1926 fanns Krigshögskolan (KHS), Sjökrigshögskolan (KSHS) och Artilleri- och ingenjörshögskolan (AIHS) samlokaliserade på Östermalmsgatan 87 i Stockholm i det så kallade "Grå huset". I samband med att Militärhögskolan bildades den 1 oktober 1961, kom den nya skolan att förläggas till det kasernområde på Valhallavägen 117, som 1877 hade uppförts till Svea artilleriregemente (A 1), nuvarande kvarteret Kvarteret Svea artilleri.
Genom att Försvarets förvaltningshögskola (FörvHS) införlivades i Militärhögskolan 1994, tillkom även två nya utbildningsorter, då Förvaltningshögskolan hade sin utbildning i Karlstads garnison och Östersunds garnison. Efter att Militärhögskolan upplöstes den 31 december 1996, kom lokalerna på Valhallavägen 117 att övertas av den nya Försvarshögskolan.
År 2007 lämnade Försvarshögskolan Östersund som ort. Och finns sedan 2007 på Drottning Kristinas väg 37 i Stockholm, Karlbergs slott, Byggnad Nydal i Solna och i Karolinen på Våxnäsgatan 10 i Karlstad.

### Campus Valhallavägen
Efter att inledningsvis ha funnits kvar med huvuddelen av verksamheten i lokalerna vid Valhallavägen, beslutades det i början av 2000-talet att Försvarshögskolan skulle flytta till nyuppförda lokaler på Campus Valhallavägen vid Drottning Kristinas väg, granne med Kungliga Tekniska högskolan (KTH). Från den 1 augusti 2005 verkade skolan på Drottning Kristinas väg 37. De nya lokalerna invigdes torsdag den 22 september 2005 av H.M. Konungen.

## Heraldik och traditioner
Försvarshögskolan räknar sin historik från 1818 då Högre artilleriläroverket i Marieberg organiserades. Genom att den tidigare Militärhögskolan bildades 1961 av försvarsgrenarnas krigshögskolor, så har Försvarshögskolan således ett obrutet traditionsarv från Högre artilleriläroverket, Krigshögskolan (KHS), Sjökrigshögskolan (SKHS), Flygkrigshögskolan (FKHS), Försvarshögskolan (FHS), Försvarets förvaltningshögskola (FörvHS) och Militärhögskolan (MHS) och anser sig ha uppdraget att vårda detta traditionsarv. Den ursprungliga Mariebergsklockan som stod på gården vid Högre artilleriläroverket i Marieberg på 1800-talet återfinns idag i anslutning till Försvarshögskolans lokaler på Drottning Kristinas väg.
Försvarshögskolans marsch är gamla Militärhögskolans marsch, alltså Generalfälttygmästarens marsch. I samband med att skolan inrättades som statlig högskola, instiftades Försvarshögskolans minnesmedalj i guld/silver/brons (FHSMGM/SM/BM). Medaljen delades ut den 9 januari 2008, vid en ceremoni genom inrättandet av att Försvarshögskolan  inrättades som statlig högskola med examensrätt.

## Chefer och rektorer
- 1952–1953: Richard Åkerman
- 1953–1955: Thord C:son Bonde
- 1955–1956: Ivar Backlund
- 1957–1960: Gustaf Adolf Westring
- 1960–1964: Sam Myhrman
- 1964–1966: Oscar Krokstedt
- 1966–1968: Malcolm Murray
- 1968–1972: Claës Skoglund
- 1972–1978: Bo Westin
- 1978–1984: Bengt Liljestrand
- 1984–1986: Gustaf Welin
- 1986–1987: Kjell Nordström (tf)
- 1987–1988: Bror Stefenson
- 1988–1994: Krister Larsson
- 1994–1996: Nils Gyldén
- 1997–1998: Claes Tornberg
- 1998–2002: Karlis Neretnieks
- 2002–2008: Henrik Landerholm
- 2008–2010: Mats Ericson
- 2011–2019: Romulo Enmark
- 2019–idag: Robert Egnell

## Namn, beteckning och förläggningsort
| Kungl. Försvarshögskolan | 1952       | – | 1974-12-31 |
| Försvarshögskolan        | 1975-01-01 | – | 1996-12-31 |
| Försvarshögskolan (nya)  | 1997-01-01 | – |            |

| FHS | 1952 | – |  |

| Stockholm                             | 1952       | – | 1996-12-31 |
| Valhallavägen 117, Stockholm          | 1997-01-01 | – | 2005-07-31 |
| Drottning Kristinas väg 37, Stockholm | 2005-08-01 | – |            |
| Karolinen, Karlstad                   | 1997-01-01 | – |            |
| Kunskapens hus, Östersund             | 1997-01-01 | – | 2007       |

## Galleri

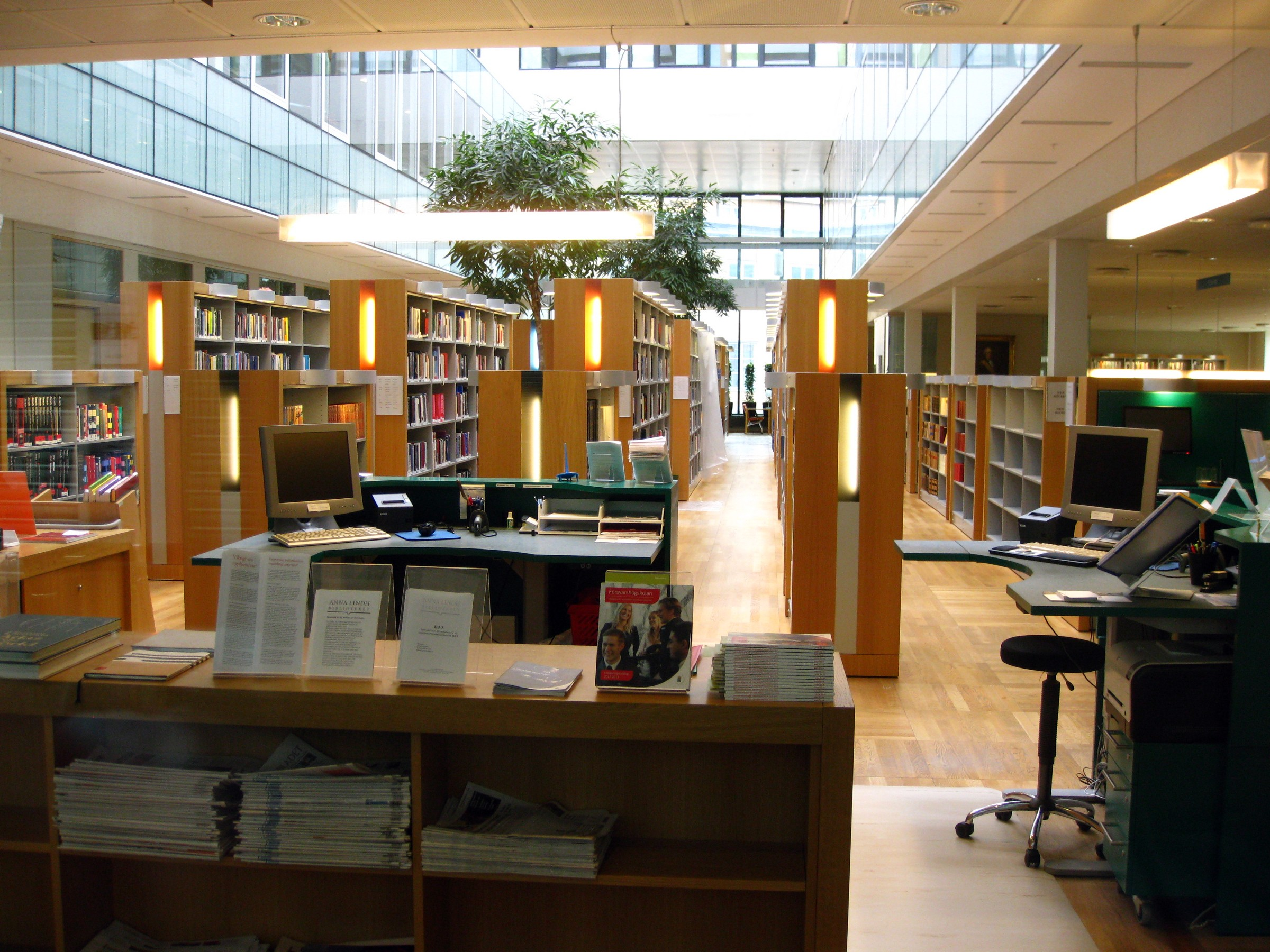
Anna Lindh-biblioteket vid Försvarshögskolan
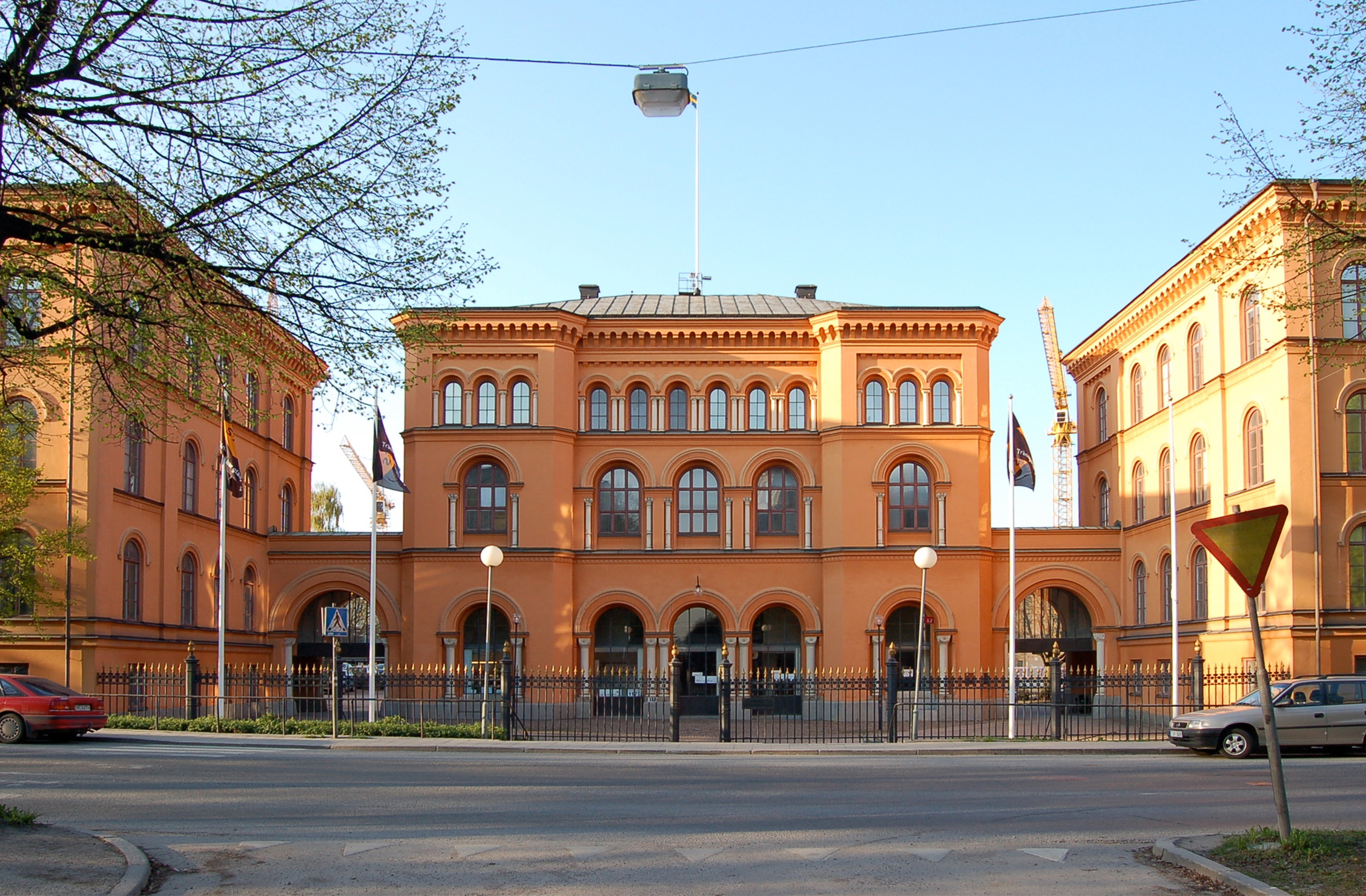
Försvarshögskolans tidigare lokaler på Valhallavägen.